# 山科檀林
山科檀林（やましなだんりん）は、法性院日勇によって開創された日蓮宗僧侶の教育機関である。
檀林の名称は近世に入ってから一般化したもので、中世後期までは談所・学室・学問所などと呼ばれた。天正年間から元禄年間に日蓮宗一致派は関東に八檀林、関西に六檀林を設け近世日蓮教学の教育研究の拠点となった。

## 歴史
1643年（寛永20年）、法性院日勇が四条隆術の室・妙慧院殿了光日耀大姉の帰依を受け、京都洛東山科護国寺の地に開創した。
後水尾天皇の皇后・東福門院（徳川和子）は日勇を召して法華経を受講。深く帰依し浄財を寄進し、方丈・大講堂を建立する。紀州徳川家二代藩主徳川光貞の室・安宮照子は総門及び学徒寮を寄進。ここに山科檀林が開闢した。
1648年（慶安元年）に弟子の寂遠院日通に講務を譲り、京都市左京区にある本山妙傳寺の山門経営に努めた。日通は1648年（慶安元年）より1661年（寛文元年）に至る13年間化主を勤め、妙玄講堂・論議場を設け、檀林制規を定めた。浄財を勧募して諸堂を修繕し、山科檀林の基礎を確立した。妙玄講堂を寂遠院と称し、論議場を通玄峰と号した。
1803年（享和3年）7月、幕府は諸寺に対し、寺格についての十七ヵ条を設問した。主なものとして、ご朱印の有無、宮家公儀の位牌の有無、勅願所の有無、公儀その他からの葵紋の寄附の有無、袈裟・色衣着用の有無等の問い合わせであった。檀林ではこのような事と関わりがないとして、全て「無し」と返答した。その副本奥に「将来の為に記す。学林が縉紳・権門・公家に阿附することは劣の極みなり。この答にて宜し。或いは猶子官家の立入等は無詮の事也」と朱書きしている。
日通の弟子に後に化主となる寂耀院日哲がおり、同じく日通の弟子で収玄院日祐は東山檀林の化主となった。愛知県一宮市の法蓮寺第十三世・久成院日相も日通の教育を受けた。身延山久遠寺第三十一世・一円院日脱は山科檀林の化主を勤め、ほかに京都市の華光寺大研院日梵は山科檀林に学び、大津本要寺主を経て山科檀林の化主となった。近世日蓮教学の礎を築いた優陀那日輝和尚もここで学んでいる。山科檀林の化主は五百七十九世にのぼる。
1872年（明治5年）に廃檀となった。

## 法脈
山科檀林から数多くの名僧を輩出したが、この法脈を法性院日勇を縁祖とした山科法類、または勇師法縁と呼ぶ。この法縁から通師法縁(堀之内法縁、千駄ヶ谷法縁、一ノ瀬法縁、雑司ヶ谷法縁)、潮師法縁を生み出した。山科檀林出身者で関東の飯高檀林で学んだ者、通師法縁と称するものは、関西に於いてはすべて勇師法縁と称す。

## 歴代化主
- 初祖 法性院日勇
- 二祖 寂遠院日通
- 四祖 発心院日堯